# فهرست موشک‌های ضدتانک
این مقاله، فهرستی از موشک‌های هدایت‌شونده ضدتانک است که توسط کشورهای مختلف ساخته شده‌اند.

## استرالیا
- ملکرا

## آرژانتین
- ماتوگو

## بلاروس
- شرشن

## برزیل
- MSS-1.2
- FOG-MPM
- ALAC

## کانادا
- اریکس

## چین
- CM-501G
- AFT-10
- PA02-MA
- PA01-GA
- TS-01
- اِچ‌جِی-۷۳
- اچ‌جی-۸
- HJ-9
- CM-502KG
- اچ‌جی-۱۱
- HJ-10
- BA-9
- BA-7
- AR-1
- AKD-10
- راکت ضدتانک تایپ ۹۸
- تایپ ۷۸\۶۵
- AFT-10[۱]
- HJ-12

## فرانسه
- APILAS
- ENTAC
- اریکس
- SS.10
- SS.11
- میلان
- HOT
- ACRA [fr]
- Polyphem5
- تریگات اِل‌آر
- موشک Moyenne Portée
- موشک Longue Portée

## آلمان
- کبرا
- کبرا ۲۰۰۰
- مامبا
- میلان
- HOT
- پرس ۳

## مجارستان
- مجارستان ۴۴اِم

## هند
- DRDO Anti Tank Missile
- Amogha missile
- Nag missile
- HELINA /Dhruvastra
- SANT missile
- Man Portable Anti-tank Guided Missile (MPATGM)
- SAMHO cannon launched anti tank guided missile
- Jasmine anti tank missile - VEM technologies

## ایران
- رعد
- توسن
- دهلاویه / ۹ ام۱۳۳ کورنت
- صاعقه
- توفان
- سدید-۱
- سدید-۳۴۵
- الماس
- قائم-۱۱۴
- قائم-۱
- قائم-۵
- قائم-۹
- اخگر

## اسرائیل
- Orev (بی‌جی‌ام-۷۱ تاو ارتقایافته)
- MAPATS
- لهات - شلیک توسط تانک مرکاوا
- اسپایک
- نمرود

## ایتالیا
- موسکیتو

## ژاپن
- Type 64 MAT
- Type 79 Jyu-MAT
- Type 87 Chu-MAT
- Type 96 MPMS
- Middle range Multi-Purpose missile
- Type 01 LMAT

## اردن
- ترمیناتور[۲]

## کره شمالی
- Bulsae-1
- Bulsae-2[۳]
- Bulsae-3[۴]

## کره جنوبی
- AT-1K Raybolt

## پاکستان
- برق
- باکتار شیکان
  - باکتار شیکان (پرتاب‌شونده از هواگردها)

## لهستان
- Pirat (ATGM)[۵]
- MOSKIT (ATGM)[۶]

## صربستان
- بامبار
- ALAS

## آفریقای جنوبی
- ZT3 Ingwe
- موکوپا

## اتحاد جماهیر شوروی و فدراسیون روسیه
- Drakon
- Taifun
- (AT-1 Snapper)
- (AT-2 Swatter)
- ۹کی۱۱ مالیوتکا (AT-3 Sagger)
- (AT-4 Spigot)
- (AT-8 Songster) شلیک از تانک‌های تی-۶۴ و تی-۷۲
- (AT-5 Spandrel)
- (AT-6 Spiral) قابل شلیک از هواگردها
- (AT-7 Saxhorn)
- متیس-ام (AT-13 Saxhorn-۲)
- (AT-10 Stabber) شلیک از تانک تی-۵۵
- (AT-12 Swinger) – شلیک از تانک تی-۶۲
- (AT-11 Sniper) - شلیک از تانک‌های تی-۶۴، تی ۷۲، تی-۸۰، تی-۸۴ و تی-۹۰
- (AT-9 Spiral-2) – قابل شلیک از هواگردها
- ویخر (AT-16 Scallion) – قابل شلیک از هواگردها
- (AT-15 Springer)
- ۹ ام۱۳۳ کورنت (AT-14 Spriggan)
- Hermes-A

## سوئد
- Bantam
- RBS 56 BILL
- RBS 56B BILL 2
- MBT LAW

## سوئیس
- کبرا

## ترکیه
- UMTAS (موشک ضدتانک دوربرد ۱۶۰ میلی‌متری)[۷]
- OMTAS (موشک ضدتانک برد متوسط ۱۶۰ میلی‌متری)[۸]
- KARAOK (موشک ضدزره کوتاه‌برد ۱۲۵ میلی‌متری دوش‌پرتاب)
- TANOK (موشک ضدتانک ۱۲۰ میلی‌متری شلیک با تفنگ)[۹]
- Cirit (موشک ضدزره ۷۰ میلی‌متری)[۱۰]

## بریتانیا
- Malkara
- Red Planet
- Swingfire
- Brimston
- Vickers Vigilant
- MBT LAW

## ایالات متحده
- ام-۴۷ دراگون (غیرعملیاتی)
- جاولین (در حال خدمت)
- SRAW (غیرعملیاتی)
- بی‌جی‌ام-۷۱ تاو (در حال خدمت)

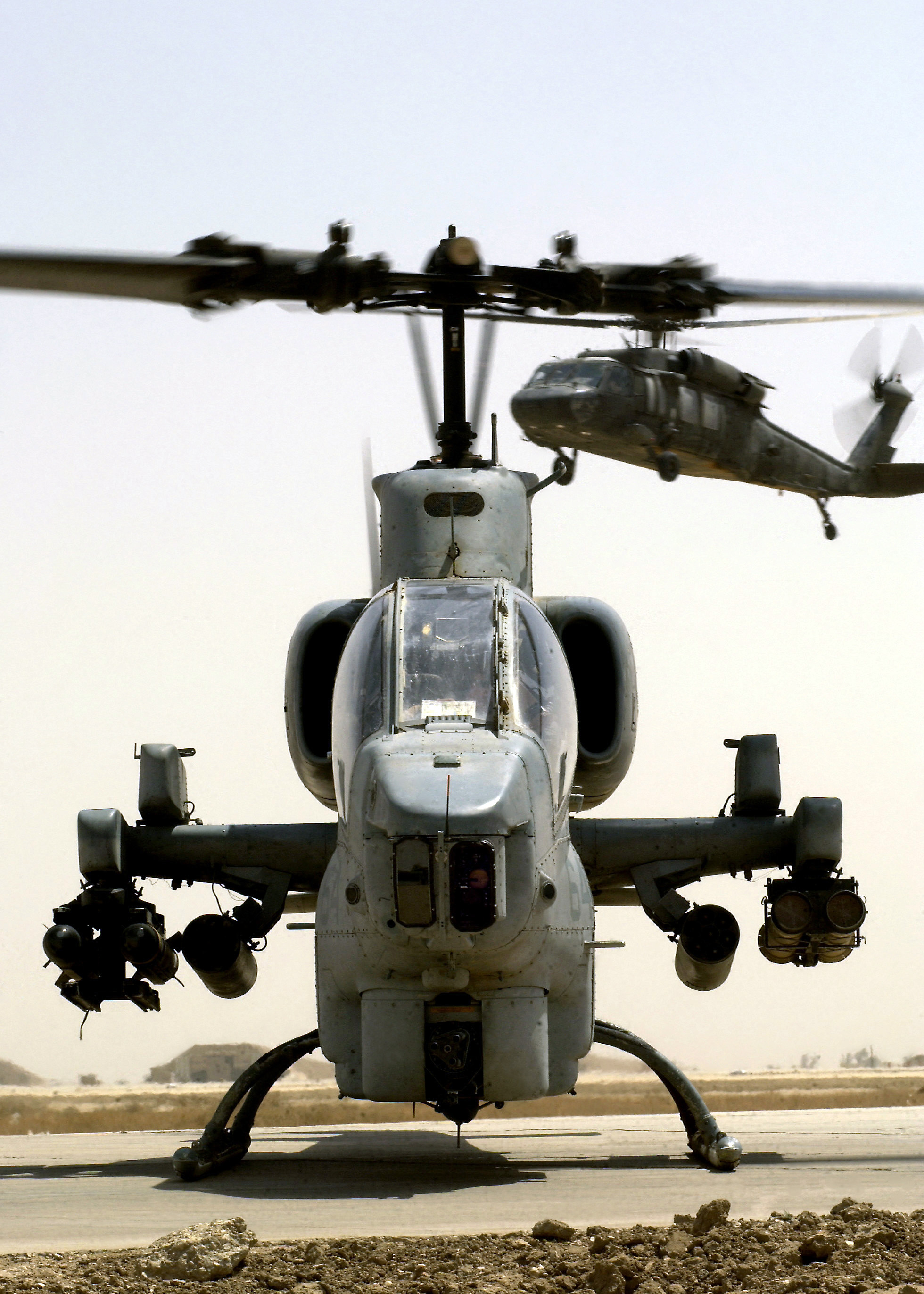
بالگرد کبرای AH-1W با موشک هلفایر (سمت چپ) و موشک تاو (سمت راست)

- ای‌جی‌ام-۱۱۴ هل‌فایر (در حال خدمت)

## اوکراین
- آرکی-۳ کورسار
- اسکیف (ATGM)[۱۱][۱۲]
- استهنا-پ